# Māori Electorates
Māori Electorates

Māori-Parlamentsmitglieder, von links: Koro Wētere (Western Māori 1969–96), Matiu Rata (Northern Māori 1963–80), Whetū Tirikātene-Sullivan (Southern Māori 1967–96) und Paraone Reweti (Eastern Māori 1967–81)

sind in Neuseeland speziell für Māori geschaffene Wahlkreise.
Von den seit der Parlamentswahl 2008 festgelegten und noch bestehenden 70 Wahlkreisen sind 63 generelle Wahlkreise, während sieben Wahlkreise, die sich mit den generellen Wahlkreisen überschneiden, direkt der Māori-Bevölkerung zugeordnet sind. In der Wahl von 2005 gab es dagegen nur 62 generelle Wahlkreise.
Der Begriff Electorate bezeichnet in Australien und in Neuseeland Wahlkreise, wogegen in Großbritannien damit das Wahlvolk bzw. Wahlberechtigte gemeint sind.

## Geschichte
Māori Electorates wurden erstmals 1867 eingeführt. Es gab vier Sitze für die Vertreter der Māori, die jeweils für fünf Jahre gewählt wurden. Das allgemeine Wahlrecht bekamen allerdings nur Männer im Alter über 21 Jahren und das Recht auf die Sitze im Parlament war noch vorübergehender Natur. 1868 wurde die erste Wahl unter der maorischen Bevölkerung abgehalten und 1876 wurden die vier Māori-Sitze garantiert. Interessanterweise bekamen die Männer der nicht-maorischen Bevölkerung das allgemeine Wahlrecht erst 1879 zugesprochen. Auch sie mussten über 21 Jahre sein. Das allgemeine Wahlrecht für Frauen folgte 1893.
Die erste Wahl unter dem allgemeinen Wahlrecht für Männer wurde 1881 durchgeführt, allerdings wählten Pākehā und Māori an unterschiedlichen Tagen.
1922 wurden erstmals die Bewohner der Chatham Islands in ein Electorate mit einbezogen und konnten damit wählen gehen. Erst 1951 durften Māori mit den Europäern über ihre unterschiedlichen Wahlkreise an einem gemeinsamen Tag wählen. 1995 wurde die Zahl der Māori Electorates auf fünf erhöht und im Jahr 2002 auf die heutige Zahl sieben.

## Māori Electorates
Wahlkreise von Nord nach Süd gelistet:
1. Te Tai Tokerau – umfasst das Gebiet Northland und einen Teil von Auckland Council, wie North Shore City, einen Teil von Waitakere City, Whangārei, die Bay of Islands und Dargaville.
2. Tāmaki Makaurau – umfasst das Gebiet Auckland City und Teile von Waitakere City sowie Manukau City.
3. Hauraki-Waikato – umfasst vom Westen her das Gebiet der südliche Linie von Manukau Harbour bis Waiheke Island, Coromandel Peninsula und Waihi Beach im Osten und der Linie Kāwhia – Matamata im Süden, inklusive Hamilton und Cambridge.
4. Waiariki – umfasst das Gebiet der Bay of Plenty im Norden bis hinunter zum Lake Taupō, Rotorua, Taupō, Tauranga, Whakatāne und Opotiki mit eingeschlossen.
5. Te Tai Hauāuru – umfasst das Gebiet von Kāwhia im Norden bis hinunter nach Porirua und Grenada North und nach Westen Palmerston North und Lake Taupō. Eingeschlossen davon sind die Taranaki Region, Manawatu-Wanganui und Palmerston North.
6. Ikaroa-Rāwhiti – umfasst das Gebiet der gesamten Westküste der Nordinsel angefangen vom East Cape im Norden über Gisborne, Hawke’s Bay, Masterton und Wairarapa bis hinunter in das lang gezogene Hutt Valley, welches größtenteils dazu gehört.
7. Te Tai Tonga – umfasst das Gebiet der gesamten Südinsel Neuseelands inklusive aller nahe liegenden Inseln, sowie Stewart Island und die Chatham Islands.[1]